# 중앙아메리카 연방공화국
중앙아메리카 연방공화국(스페인어: República Federal de Centroamérica)은 1823년 7월부터 1840년까지 중앙아메리카에 존재했던 나라이다. 과테말라, 니카라과, 엘살바도르, 온두라스, 코스타리카로 구성되었으며, 미국을 모델로 연방 공화국을 이루려 했다. 1830년대에 이 연방에 케트살테낭고를 수도로 하는 로스알토스국이 여섯 번째 가맹국으로 참여했다. 1838년부터 1840년까지의 내전으로 인해 연방은 와해되었다.
1823년의 국기와 국장에는 "중앙아메리카 연합주"(스페인어: Provincias Unidas del Centro de América)라는 이름을 썼으나 1824년 정해진 헌법에서 국기와 국장의 표기를 중앙아메리카 연방 공화국(스페인어: República Federal de Centroamérica)으로 바꾸었다.

## 대통령
- 1823년 – 1825년 : 호세 세실로 델 바예
- 1825년 – 1829년 : 마누엘 호세 아르세
- 1829년 – 1830년 : 호세 프란시스코 바룬디아 (임시 대통령)
- 1830년 – 1839년 : 프란시스코 모라산 (1840년까지 분할된 국가의 국가 원수 역할을 수행)

## 연방의 와해
연방은 내전을 거쳐 와해되었다. 1838년 11월 5일, 니카라과가 연방에서의 탈퇴를 선언한 것을 시작으로 네 나라가 차례대로 연방을 탈퇴했다. 1841년 마지막으로 엘살바도르가 독립 공화국임을 선언함으로 연방은 공식적으로 해체되었다.
19세기 동안 연방을 다시 재통합하려는 노력이 여러 차례 이루어졌으나 모두 실패로 돌아갔다.
오늘날 중앙아메리카 연방을 이뤘던 나라들의 국기는 대부분 중앙아메리카 연방의 국기를 기반으로 하고 있다.
|          |          |            |          |            |            |
| 과테말라 | 니카라과 | 엘살바도르 | 온두라스 | 코스타리카 | 로스알토스 |

## 같이 보기
- 중앙아메리카의 역사